# Изофталоилхлорид
Изофталоилхлорид (1,3-бензолдикарбонилхлорид, изофталоил хлористый) — ароматическое органическое соединение, дихлорангидрид изофталевой кислоты. Кристаллическое вещество белого цвета.

## Получение
Основным лабораторным способом получения является взаимодействие гексахлор-м-ксилола и изофталевой кислоты в присутствии хлорида железа(III). Смесь 77 г гексахлор-м-ксилола, 40,4 г изофталевой кислоты и 0,32 г хлорида железа(III) нагревают до температуры 85—90 °C, оставляя в этих условиях на один час до прекращения выделения хлороводорода. Затем из продуктов реакции перегонкой в вакууме выделяют изофталоилхлорид массой 85—90 г. При соблюдении данной методики выход составляет ~90 %. При этом протекает следующая реакция:
{\displaystyle {\ce {C6H4(CCl3)2 + C6H4(COOH)2 -> 2C6H4(COCl)2 + 2HCl}}}
Ещё одним лабораторным способом получения является реакция изофталевой кислоты с тионилхлоридом или фосгеном в присутствии вторичных аминов или ацетилхлорида при температуре 130 °C:
{\displaystyle {\ce {C6H4(COOH)2 + 2SOCl2 -> C6H4(COCl)2 + 2SO2 ^ + 2HCl}}}
Основным промышленным способом получения является гидролиз гексахлор-м-ксилола водой в присутствии хлорида железа(III) в качестве катализатора. Процесс включает в себя 2 стадии:
1. Гидролиз гексахлор-м-ксилола. Проводится при обычном давлении в эмалированном реакторе с мешалкой. К расплавленному гексахлор-м-ксилолу в присутствии 0,2% безводного хлорида железа(III) добавляют воду в течение 5 часов при постоянном перемешивании. Температура протекания процесса составляет 95—100 °C. После этого смесь оставляют на 3—4 часа, увеличивая температуру до 120 °C.
2. Изофталоилхлорид-сырец продувают азотом от ангидридов кислот и перегоняют в вакууме при давлении в 1,33 кПа.

В среднем на 1 т изофталоилхлорида уходит 1,54 т гексахлор-м-ксилола. Основными побочными продуктами являются хлороводород, изофталевая кислота и хлорангидрид м-трихлорметилбензойной кислоты. При этом способе протекает следующая реакция:
{\displaystyle {\ce {C6H4(CCl3)2 + 2H2O -> C6H4(COCl)2 + 4HCl}}}

## Физические свойства
Представляет собой белое кристаллическое вещество с резким неприятным запахом. Плотность при 60 °C составляет 1,372 г/см3. Легко растворим в большинстве органических растворителей, к примеру в эфире, бензоле, бензине. Разлагается в воде и этаноле.
Перечень некоторых физических констант:
- Теплоёмкость жидкости: 1,885 кДж/(кг·К);
- Теплоёмкость твёрдого вещества: 1,047 кДж/(кг·К);
- Теплота плавления: 16,76 кДж/моль;
- Теплота испарения: 61,46 кДж/моль;
- Теплота сгорания: 3404,37 кДж/моль;
- Стандартная энтальпия образования (тв.): -365,36 кДж/моль;
- Стандартная энтальпия образования (газ): -239,66 кДж/моль;
- Стандартная энтальпия образования (ж.): -284,45 кДж/моль;
- Стандартная энтропия образования: 494,83 Дж/(моль·К)
- Энергия Гиббса: -217,88 кДж/моль;

Зависимость давления паров (кПа) от температуры (К) в интервале 138—250 °C может быть выражена уравнением:
{\displaystyle \lg(P)=-3211/T+6,74}

## Химические свойства
- Гидролизуется водой, водными растворами оснований и кислот, образуя при этом изофталевую кислоту:

{\displaystyle {\ce {C6H4(COCl)2 + 2H2O -> C6H4(COOH)2 + 2HCl}}}
- Со спиртами и аминами образует соответствующие сложные эфиры и амиды изофталевой кислоты:

{\displaystyle {\ce {C6H4(COCl)2 + C2H5OH -> C6H4(COOC2H5)2 + 2HCl}}}
- Поликонденсацией с м-фенилендиамином можно получить поли-м-фениленизофталамид[7]:

{\displaystyle {\ce {nC6H4(COCl)2 + nC6H4(NH2)2 -> [-OC-C6H4-CONH-C6H4-NH-]n + 2nHCl}}}
- Довольно инертен при электрофильном хлорировании, однако при длительной обработке газообразным хлором в присутствии кислот Льюиса при температуре 100—150 °C даёт хлорпроизводные изофталоилхлорида с атомами хлора в ароматическом ядре.

## Применение
Применяется для получения пластиков (полиарилаты, получаемые конденсацией изофталоилхлорида с бисфенолом А; полидиаллилфталаты), термостойких полиамидных волокон (типа фенилон) для авиационной и радиотехнической отраслей промышленности, полимерных плёнок и пластических масс.

## Взрыво-и пожароопасность
Изофталоилхлорид является горючим веществом, не чувствительным к удару и трению. Температура вспышки в открытом тигле равна 149 °C, температура воспламенения составляет 260 °C и выше.
Пылевоздушная смесь пожароопасна, имеет нижний приделе взрываемости 83 г/м3, температуру воспламенения 1010 °C и температуру начала разложения пылевидного продукта 242 °C.

## Биологическое воздействие
Изофталоилхлорид по степени воздействия на организм относится к высокоопасным веществам (2-й класс опасности в соответствии с ГОСТом 12.1.007.76).
Токсичен, обладает местным раздражающим действием. При попадании внутрь организма в высокой концентрации может раздражать слизистые оболочки ЖКТ. Поражает нервную систему в результате многократного воздействия.
Рекомендуемая предельно допустимая концентрация (ПДК) паров изофталоилхлорида в воздухе рабочей зоны производственных помещений3 составляет 0,02 мг/м³. ЛД50 на крысах — 135—140 мг/кг. ПДК в воде водных объектов хозяйственно-питьевого и культурно-бытового водопользования составляет 0,08 мг/л. Лимитирующий признак вредности — общетоксический.